# Cheignieu-la-Balme

Cheignieu-la-Balme este o comună în departamentul Ain din estul Franței.